# Roelof van Vries

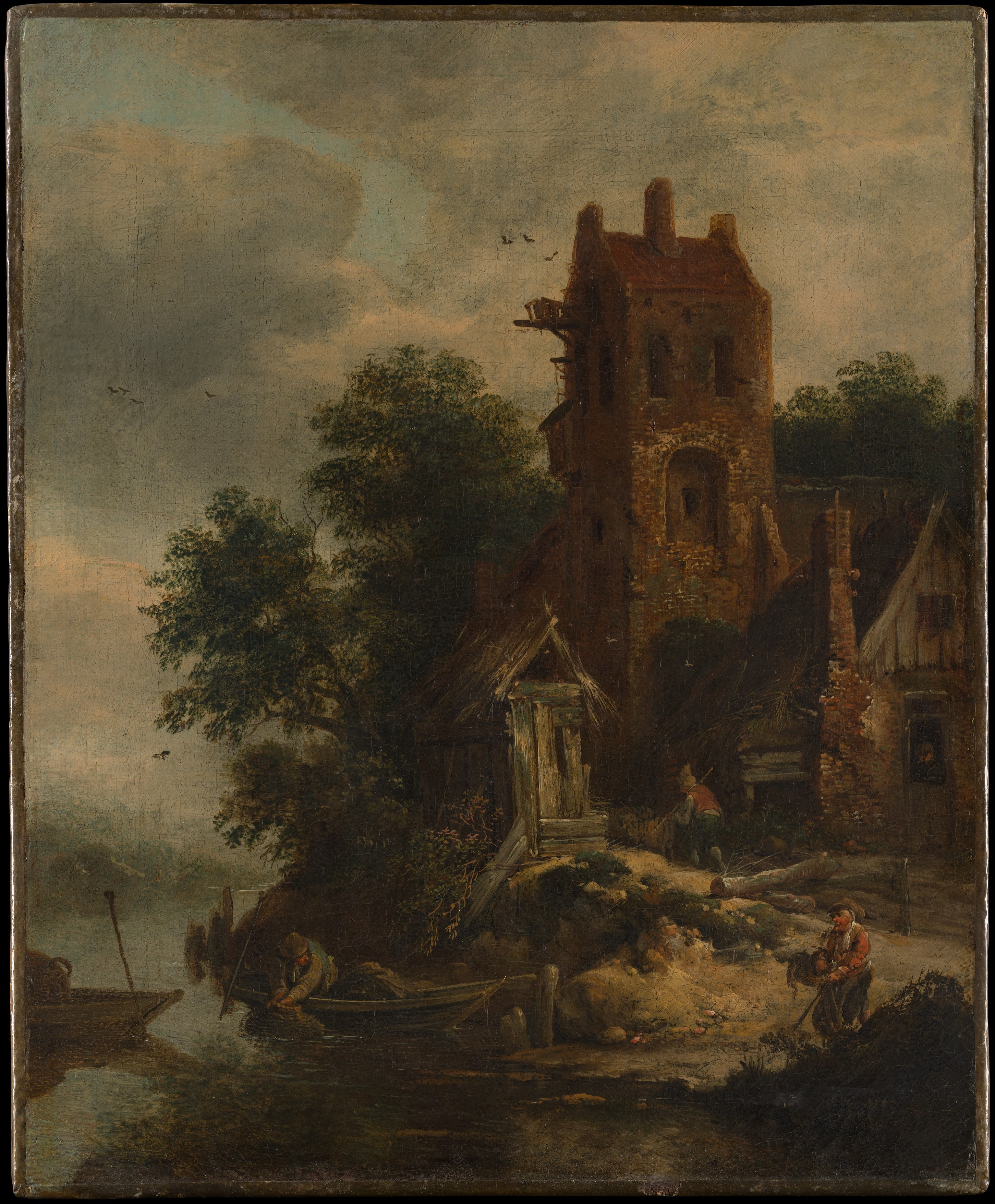
Obraz Dom gołębi autorstwa Roelofa van Vriesa

Roelof van Vries, także jako Roelof De Vries, Roelof Jansz De Vries lub Roelof Jansz Van Vries (ur. ok. 1631 w Haarlem, zm. po 1680 w Amsterdamie) – holenderski malarz pejzażysta. Obrazy jego znajdują się m.in. w muzeach Hagi i Amsterdamu.
Obrazy jego były mylone z dziełami Jacoba van Ruisdaela przez późniejszych krytyków, ze względu na bliskość stylistyczną i podobny podpis.